# Julie Mahieu
Julie Mahieu (Antwerpen, ca 1984) is een Belgische reportagemaakster, presentatrice en scenariste.
In 2012 regisseerde ze met Katrien Kiekens en Thomas Jans de korte film Der Deutschen Morgen, over een fictief ochtendprogramma uit het Oost-Duitsland van begin jaren tachtig.
Mahieu werkte als reporter voor Man Bijt Hond en De Ideale Wereld. In dit laatste programma presenteerde ze de eerste twee seizoenen het humoristische weerbericht. In 2014 nam ze samen met haar partner Jonas Geirnaert ontslag bij De Ideale Wereld, om met steun van het Vlaams Mediafonds het scenario te schrijven van een fictiereeks met als werktitel De Dag. In 2019 speelde ze een gastrol in de televisieserie Geub.